# Набк (Шарм-эш-Шейх)
Набк (араб.نبق) — самый удалённый район Шарм-эш-Шейха, в нескольких километрах к северо-востоку от Наама-Бей, в сторону национального заповедника Набк (Nabq), напротив острова Тиран.

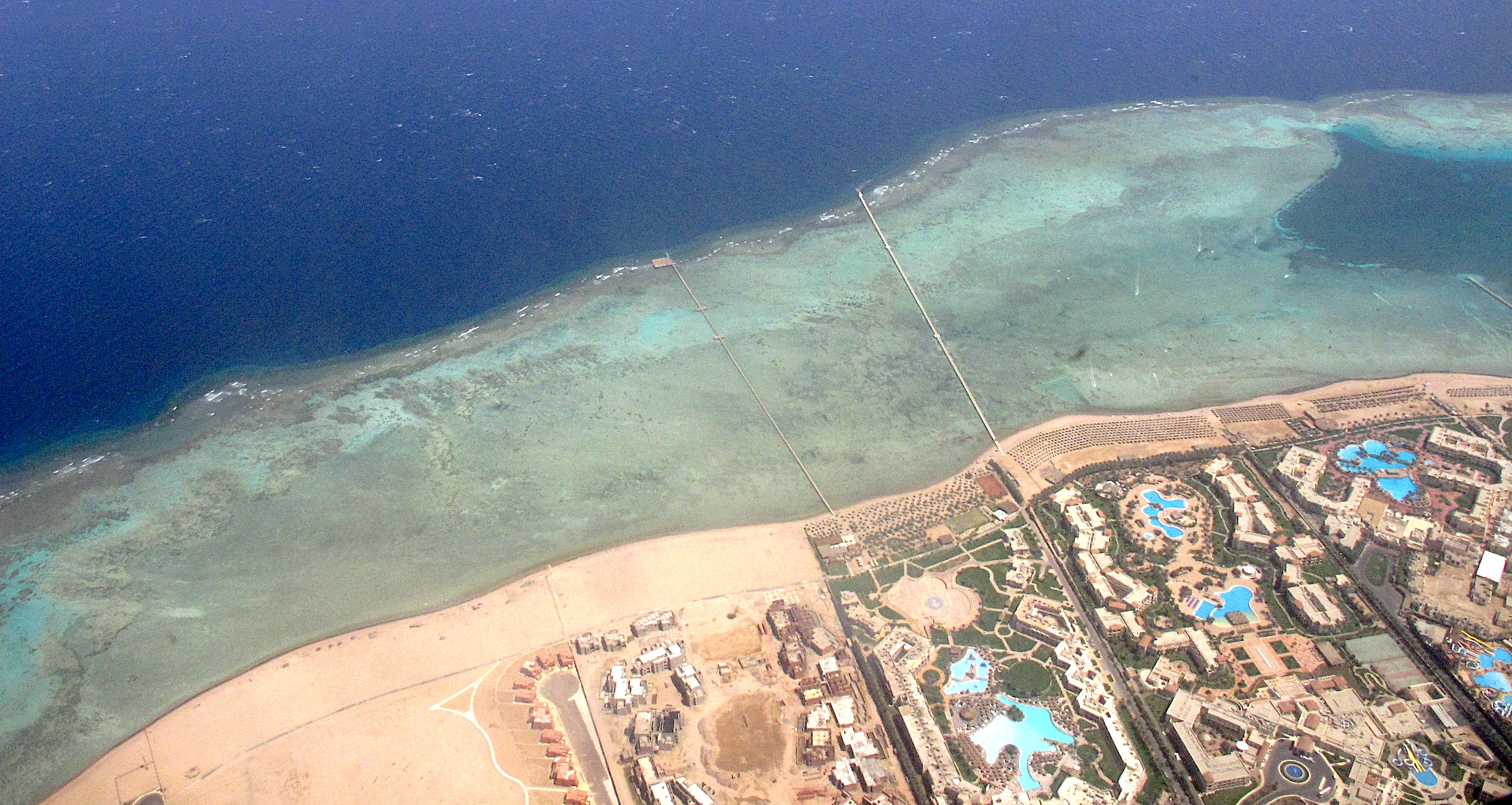
Набк, район Шарм-эш-Шейха

В переводе с арабского Набк — Зизифус или Ююба. В Леванте сто лет назад зизифус назывался сидр (связанный с лотосовым мировым деревом Корана) и был распространён в долине реки Иордан и вокруг Иерусалима. В некоторых фольклорных преданиях говорится, что деревья защищают добрые духи или мёртвые святые. По другим преданиям, это было дерево, из которого был сделан терновый венец Иисуса
Так как Шарм-эш-Шейх ограничен национальными заповедниками, северо-восточная часть города, граничащая с заповедником Набк, получила аналогичное название. Район плотно застроен гостиницами, располагающимися на первой и второй береговой линии. После анонсирования строительства моста через пролив Эт-Тиран, между Египтом и Саудовской Аравией, который согласно географическому расположению должен быть в Набке, инвесторы начали активно развивать довольно дальние участки района от береговой линии. Идет строительство проектов располагающихся ближе к синайским горам. Citystars Sharm-el-Sheikh будет включать в себя самый большой бассейн на Земле, курорты мирового класса и виллы с обслуживанием, поле для гольфа на 18 лунок, спроектированное Колином Монтгомери. Открыт большой гостиничный комплекс Porto Sharm.

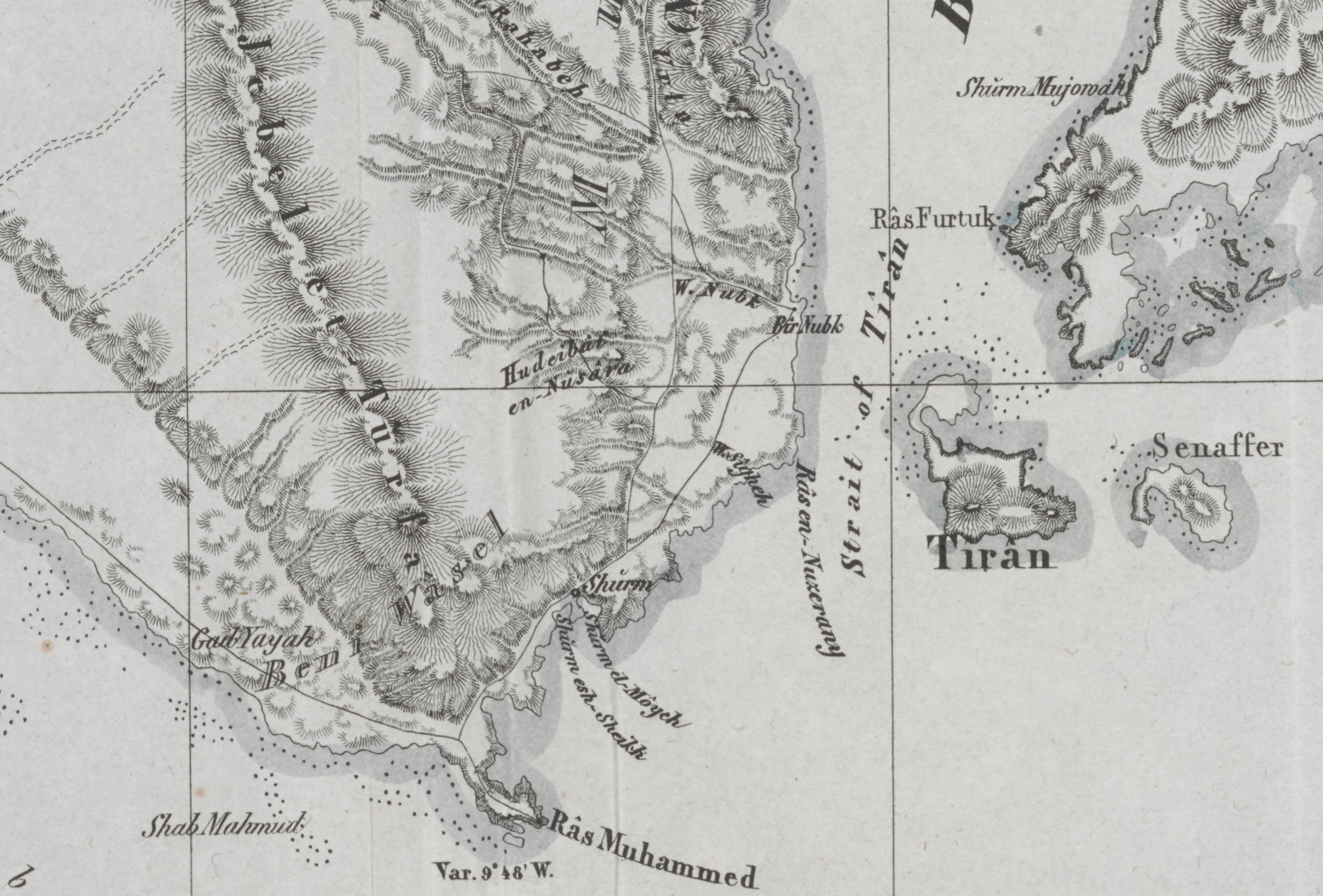
Шарм-эль-Шейх и Тиранский пролив на карте Синайского полуострова Киперта 1840 года.

Набк — это длинная полоса побережья вдоль моря, поэтому здесь часто бывает очень ветрено. Район популярен среди виндсёрферов и кайтсёрферов.
Другими особенностями района Набк являются очень пологий заход в море и ярко выраженные приливы и отливы. В связи с чем, во всех отелях строят пирсы для купания, которые могут достигать до 950 метров длины. С берега купание ограничено небольшими лагунами, без выхода в открытое море.
Главной торгово-развлекательной улицей Набка считается El Salam, на которой разместились торговый центр La Strada, магазин Metro, рестораны McDonalds и Starbucks, Hard Rock Cafe, а также различные сувенирные магазины.